# 马塞纳广场

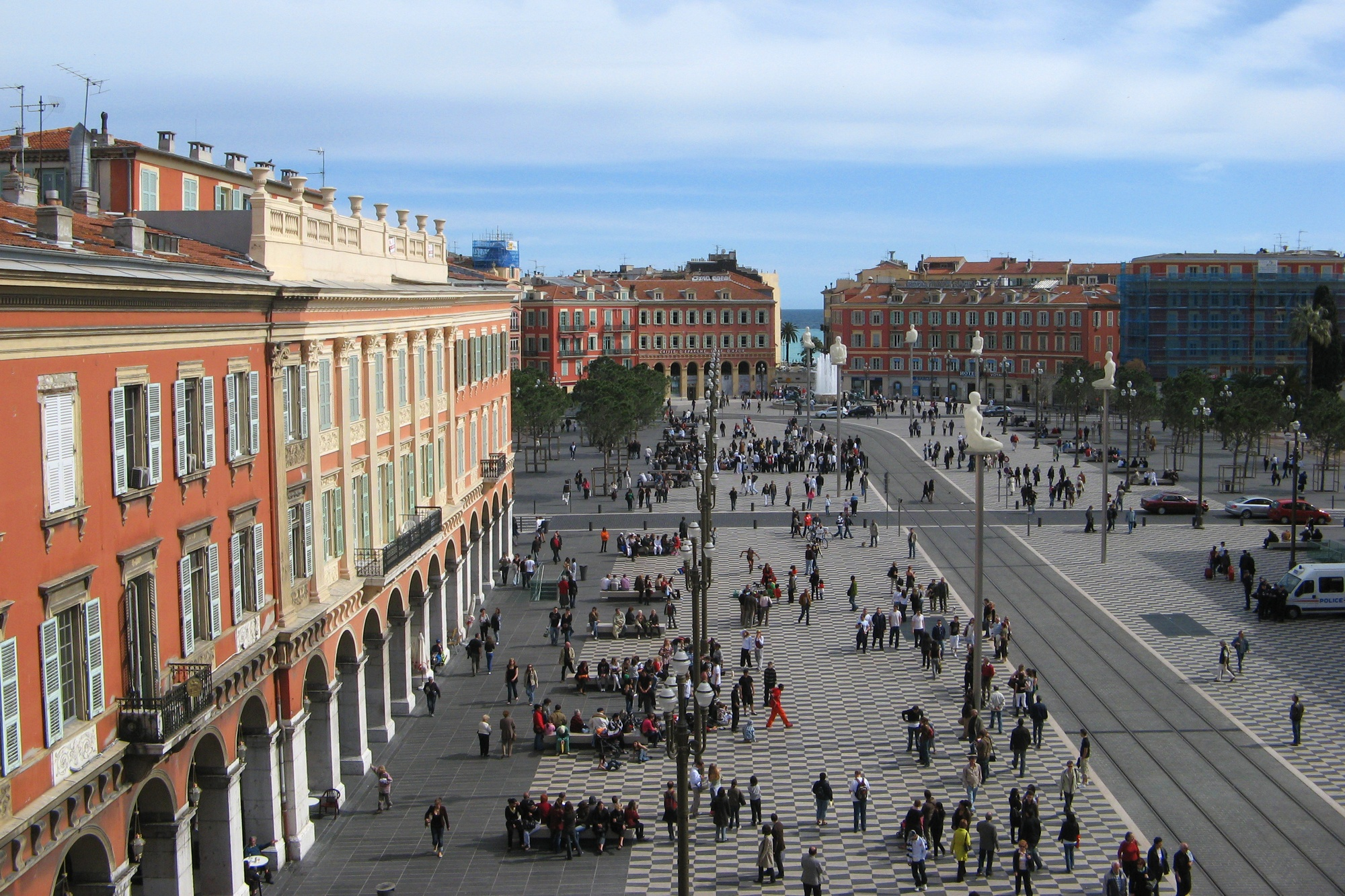
马塞纳广场

马塞纳广场（Place Masséna）是法国南部城市尼斯市中心的一个大型广场。
它最初是2个广场：卡洛·阿尔贝托广场，半圆形，新古典主义风格，建于1820年-1830年，沿着尼斯老城边缘；和位于帕隆河另一侧的马塞纳广场广场本身，18世纪风格，建于1840年-1852年  。

## 位置和说明
马塞纳广场的南面是尼斯老城，北面是让·梅德桑大街。中央部分覆盖着帕隆河河床，西面毗邻阿尔贝托花园，东面毗邻雅克医生论坛。尼斯轻轨1号线设马塞纳和歌剧院两个站。马塞纳广场为半步行区，被两条道路跨越：菲利福尔大街（延长线为凡尔登大街和腓尼基人大街），和南面的让·饶勒斯大道。马塞纳广场地下的停车场有325个车位。 
. 
马塞纳广场的北半部为长方形，南半部为半圆形。地面覆盖黑白两色石块 形成格子形状。中央部分的周围是36棵石松。